# Katnaghbyur (Aragatsotn)
Katnaghbyur (in armeno Կաթնաղբյուր?, anche chiamato Kat'naghbyur, Katnakhpyur e Katnaghpyur; precedentemente Megriban e Mehraban) è un comune dell'Armenia di 1 327 abitanti (2010) della provincia di Aragatsotn. Il paese ospita le rovine di una chiesa del V secolo.